# 祖父江義明
祖父江義明（1943年5月2日—），日本天文學家，是銀河系天文學、射电天文学和星際物質的專家。現為東京大學榮譽退休教授、明星大學理工學院教授，並曾經擔任日本天文學會理事長。

## 簡歷
1966年 - 東京大學理學部畢業，獲得學士學位。
1968年 - 東京大學理學系研究所畢業，獲得碩士學位。
1968年 – 任職於名古屋大學理學部助教
。
1972年6月，以論文《太陽日冕對來自蟹狀星雲的線偏振電波的法拉利旋轉》（《Faraday rotation for linearly polarized radio waves from the crab nebula by the solar corona》）獲得東京大學授予博士學位。
1976年 – 在馬克斯·普朗克電波天文學研究所擔任客座研究員。
1982年 – 任職於東京大學附屬東京天文台野邊山宇宙電波觀測所助理教授。
1986年 – 任職東京大學理學部教授。
2006年 – 於東京大學屆齡退休，被授予東京大學名譽教授職銜。
2007年 – 任教於鹿兒島大學。
2010年 – 任教於明星大學理工學部綜合理工學科物理系教授。
2014年 – 於明星大學理工學部綜合理工學科物理系退休。

## 外部連結
- 祖父江義明網頁 （页面存档备份，存于）